# Passato prossimo (film)
Passato prossimo è un film del 2002 diretto da Maria Sole Tognazzi, all'esordio nella regia.
Maria Sole Tognazzi con questa sua opera prima ha vinto il Nastro d'argento al miglior regista esordiente.

## Trama
Un fine settimana estivo e uno invernale si intrecciano con una serie di flashback, che raccontano il passato (in estate) e il presente (in inverno) di cinque amici: Claudia, Andrea, Edoardo, Carola e Gianmaria.
Attraverso il confronto tra i protagonisti, reso possibile dalla convivenza in un luogo per loro assai significativo, i sogni e le aspettative si confondono con i ricordi legati alle giornate passate nella casa. Una serie di eventi rende particolarmente determinante questo fine settimana per la vita di ognuno di loro.

## Riconoscimenti
- 2004 - David di Donatello
  - Candidatura Miglior regista esordiente a Maria Sole Tognazzi
- 2003 - Nastro d'argento
  - Miglior regista esordiente a Maria Sole Tognazzi
  - Candidatura Migliore attore non protagonista a Claudio Santamaria e Claudio Gioè
- 2003 - Globo d'oro
  - Miglior opera prima a Maria Sole Tognazzi

## Citazioni
- Le frasi di Fernando Pessoa sono tratte dal Libro dell'inquietudine, curato e tradotto da Antonio Tabucchi ed edito da Feltrinelli.